# El Tossalet (el Lloar)
El Tossalet és una muntanya de 191 metres que es troba al municipi del Lloar, a la comarca catalana del Priorat.